# Northern Football Alliance
Northern Football Alliance är en engelsk fotbollsliga. Den har tre divisioner och toppdivisionen Premier Division ligger på nivå 11 i det engelska ligasystemet. Ligan är en matarliga till Northern League.
Ligan grundades 1890 med sju medlemmar. 1926 gick ligan ihop med North Eastern League och blev dess andra division, men 1935 gick ligorna isär. 1964 lades den ned tillfälligt för att återuppstå bara en säsong senare 1965/66. 1988/89 gick Northern Amateur League och Northern Combination League ihop med Northern Football Alliance (under namnet Northern Football Alliance) och skapade en liga med tre divisioner som fortfarande finns kvar.

## Mästare Premier Division
| År        | Mästare                |
| --------- | ---------------------- |
| 1890-91   | Sunderland "A"         |
| 1891-92   | Sunderland "A"         |
| 1892-93   | Shankhouse             |
| 1893-94   | Sunderland "A"         |
| 1894-95   | Sunderland "A"         |
| 1895-96   | Sunderland "A"         |
| 1896-97   | Hebburn Argyle         |
| 1897-98   | Newcastle United "A"   |
| 1898-99   | Jarrow                 |
| 1899-1900 | Willington Athletic    |
| 1900-01   | Newcastle United "A"   |
| 1901-02   | Newcastle United "A"   |
| 1902-03   | Morpeth Harriers       |
| 1903-04   | Wallsend Park Villa    |
| 1904-05   | Willington Athletic    |
| 1905-06   | Willington Athletic    |
| 1906-07   | North Shields Athletic |
| 1907-08   | North Shields Athletic |
| 1908-09   | Blyth Spartans         |
| 1909-10   | Willington Athletic    |
| 1910-11   | Newburn                |
| 1911-12   | Newburn                |
| 1912-13   | Blyth Spartans         |
| 1913-14   | Ashington              |
| 1914-15   | Spen Black & Whites    |
| 1915-19   | Första världskriget    |
| 1919-20   | Annfield Plain         |
| 1920-21   | Chopwell Institute     |
| 1921-22   | Felling Colliery       |
| 1922-23   | Annfield Plain         |
| 1923-24   | Birtley                |
| 1924-25   | Ashington Reserves     |
| 1925-26   | Chilton                |
| 1926-27   | Consett                |
| 1927-28   | Washington C           |
| 1928-29   | North Shields          |
| 1929-30   | Walker Celtic          |

| År      | Mästare                     |
| ------- | --------------------------- |
| 1930-31 | Chopwell Institute          |
| 1931-32 | Crawcrook Albion            |
| 1932-33 | Eden Colliery Welfare       |
| 1933-34 | Throckley Welfare           |
| 1934-35 | Newbiggin West End          |
| 1935-36 | Hexham Town                 |
| 1936-37 | Stakeford Albion            |
| 1937-38 | Alnwick                     |
| 1938-39 | Newcastle United "A"        |
| 1939-46 | Andra världskriget          |
| 1946-47 | Newburn                     |
| 1947-48 | Hexham Hearts               |
| 1948-49 | Cramlington Welfare         |
| 1949-50 | West Sleekburn              |
| 1950-51 | Cramlington Welfare         |
| 1951-52 | Newburn                     |
| 1952-53 | Whitley Bay Athletic        |
| 1953-54 | Whitley Bay Athletic        |
| 1954-55 | Amble                       |
| 1955-56 | Ashington Reserves          |
| 1956-57 | Amble                       |
| 1957-58 | Newcastle United "A"        |
| 1958-59 | Amble                       |
| 1959-60 | Amble                       |
| 1960-61 | Amble                       |
| 1961-62 | Newburn                     |
| 1962-63 | Alnwick Town                |
| 1963-64 | Alnwick Town                |
| 1964-65 | Tävling ej genomförd        |
| 1965-66 | Alnwick Town                |
| 1966-67 | Bedlington Colliery Welfare |
| 1967-68 | Alnwick Town                |
| 1968-69 | Alnwick Town                |
| 1969-70 | Alnwick Town                |
| 1970-71 | Alnwick Town                |
| 1971-72 | Alnwick Town                |
| 1972-73 | Marine Park                 |

| År        | Mästare                   |
| --------- | ------------------------- |
| 1973-74   | Marine Park               |
| 1974-75   | South Shields Mariners    |
| 1975-76   | South Shields             |
| 1976-77   | Wallington                |
| 1977-78   | Brandon United            |
| 1978-79   | Brandon United            |
| 1979-80   | Guisborough Town FC       |
| 1980-81   | Percy Main Amateurs       |
| 1981-82   | Percy Main Amateurs       |
| 1982-83   | Darlington CB             |
| 1983-84   | Morpeth Town              |
| 1984-85   | Dudley Welfare            |
| 1985-86   | Gateshead Tyne            |
| 1986-87   | West Allotment Celtic     |
| 1987-88   | Seaton Terrace            |
| 1988-89   | Seaton Terrace            |
| 1989-90   | Seaton Delaval Amateurs   |
| 1990-91   | West Allotment Celtic     |
| 1991-92   | West Allotment Celtic     |
| 1992-93   | Seaton Delaval Amateurs   |
| 1993-94   | Morpeth Town              |
| 1994-95   | Newcastle Benfield Park   |
| 1995-96   | Seaton Delaval Amateurs   |
| 1996-97   | Lemington Social          |
| 1997-98   | West Allotment Celtic     |
| 1998-99   | West Allotment Celtic     |
| 1999-2000 | West Allotment Celtic     |
| 2000-01   | Walker Central            |
| 2001-02   | West Allotment Celtic     |
| 2002-03   | Newcastle Benfield Saints |
| 2003-04   | West Allotment Celtic     |
| 2004-05   | Shankhouse                |
| 2005-06   | Team Northumbria          |
| 2006-07   | Harraby Catholic Club     |
| 2007-08   | Walker Central            |
| 2008-09   | Walker Central            |
| 2009-10   | Harraby Catholic Club     |

| År      | Mästare          |
| ------- | ---------------- |
| 2010-11 | Ponteland United |

Källa: Officiella webbplatsen

### Webbkällor
Den här artikeln är helt eller delvis baserad på material från engelskspråkiga Wikipedia, Northern Football Alliance, 20 juli 2015.